# Kerstin Greiner
Kerstin Nina Isabel Greiner (* 1973) ist eine deutsche Journalistin, Autorin, Schriftstellerin und frühere Technoaktivistin.

## Leben
Kerstin Greiner studierte an der Universität München Kommunikationswissenschaften, Soziologie und Psychologie.
1993 gründete sie zusammen mit Bob Shahrestani, Thomas Kleutgen und Daniel Dietzmann die Techno-Veranstaltungsagentur „Die Partysanen“, 1994 das Techno-Fanzine Der Partysan, mit „Partysan Booking“ eine Techno-DJ-Booking-Agentur und war über viele Jahre Redaktionsleiterin der Münchener Partysan-Ausgabe. Sie wirkte unter anderem bei Techno-Anthologien wie Localizer 1.0 mit und The Techno House Book des Gestalten Verlags. Zwischen 1992 und 1998 arbeitete sie zusätzlich als Artist Manager für deutsche Großraves, wie Loveparade und Mayday.
Ab 1997 moderierte sie das regionale TV-Nachrichtenformat RTL München live. Zeitgleich studierte sie Kommunikationswissenschaften, Soziologie und Persönlichkeitspsychologie an der Universität München mit Abschluss Magister Artium im Jahr 2000. Sie absolvierte 2001 ein Praktikum beim Süddeutsche Zeitung Magazin. Kurz danach wurde ihre erste Reportage „Zurück zur Natur“ im SZ-Magazin mit dem Sonderpreis des Medienpreises Im Zentrum der Mensch des Deutschen Hygiene-Museums ausgezeichnet. Seitdem arbeitet sie als Redakteurin beim SZ-Magazin und erhielt weitere Auszeichnungen.
2020 erschien im SZ-Magazin ihre Reportage „Kein Weg zu weit“ über den Weg eines jungen Mannes, der zu Fuß und ohne Pass entgegengesetzt der Flüchtlingsroute nach Iran gelaufen war, um seine ihm unbekannte Mutter zu finden. Das Buch zur Reportage In den Iran. Zu Fuß. Ohne Pass zusammen mit Mehdi Maturi erschien 2020 beim S. Fischer Verlag und gelangte bis auf Platz 6 der Spiegel-Bestsellerliste „Sachbuch“.
2021 gestaltete sie den Mode- und Magazinteil der Kunstausstellung Techno Worlds des Goetheinstituts. Die Ausstellung wurde erstmals in Budapest und anschließend über fünf Jahre weltweit gezeigt.
Greiner lebt mit ihrem Mann Christian Prommer und dem gemeinsamen Sohn in Berlin, München und Ferch am Schwielowsee.

## Auszeichnungen
- 2002: Im Zentrum der Mensch – Sonderpreis des Medienpreises 2002[2]
- 2004: 2. Preis beim Andere Zeiten-Journalistenpreis 2004 – zusammen mit Bastian Obermayr und Nicole Hille-Priebe
- 2004: Ravensburger Medienpreis für „Freitag der 13-Jährigen“ zusammen mit Julia Decker
- 2004: Nürnberger Bratwurstpreis[6]
- 2007: Deutscher Sozialpreis für „Gefahrenzone“[7]  (mit Andreas Bernard u. a.)
- 2011: Deutscher Journalistenpreis in der Kategorie „Bildung und Arbeit“[8]
- 2012: 2. Platz des Emma-Journalistinnen-Preises für „Die Ausputzerin“[9]
- 2021: Dietmar Heeg Medienpreis[10]

## Publikationen
- mit Mehdi Maturi: In den Iran. Zu Fuß. Ohne Pass.:Auf der Suche nach meiner Mutter. Fischer, Frankfurt am Main 2020, ISBN 978-3-596-70021-9.

Als Herausgeberin
- Cool Shops. Munich. te Neues 2005, ISBN 978-3-83279072-1.
- Das perfekte Wochenende. Ein Reisekalender. Süddeutsche-Zeitung-Magazin. MeterMorphosen, Frankfurt am Main 2007, ISBN 978-3-934657-19-9.